# Carl Johannes With
Pour les articles homonymes, voir With.
Carl Johannes With, né le 11 décembre 1877 à Lemvig et mort le 16 juin 1923 à Skibstrup, est un médecin et arachnologue danois, spécialiste des  pseudoscorpions et des acariens,.

## Biographie
Carl Johannes With est né à Lemvig. Il est le fils de Nicolai Rasmus With et de son épouse Rasmine Sophie Dorothea With, mais est orphelin à l'âge de cinq ans.
Après des études à l'Université d'Oxford en 1896, il étudie l'histoire naturelle et la géographie, et entreprend en 1904 un voyage de recherche en Angleterre, notamment dans les collections du British Museum. En 1905, il remporte le Schibbye'ske Præmie (prix Schibbye) pour ses travaux sur les Opilioacaridaes. 
N'étant pas convaincu que la zoologie puisse lui assurer un avenir sûr, il étudie la médecine, notamment à l'Institut Pasteur de Paris. Il participe à l'expédition franco-danoise contre la lèpre aux Antilles danoises en 1909, obtient son diplôme en 1911, puis commence à travailler comme dermatologue à l'hôpital universitaire et à l'hôpital municipal de Copenhague. 
Il a épousé Inge Kiørboe le 1er juillet 1909, et ensemble ils ont eu trois enfants.
Il est mort le 16 juin 1923 à Skibstrup, dans la paroisse de Hellebæk (municipalité d'Helsingør), alors qu'il travaillait encore sur une thèse sur le lupus.